# Dream Fighter
《Dream Fighter》是日本流行電音組合Perfume第八張單曲。於2008年11月19日發行。唱片公司為Tokuma Japan Communications。

## 解説
- 繼「Baby cruising Love / マカロニ」，「love the world」後，Perfume在2008年推出的第3張單曲，是同年最後推出的單曲。
- 「Dream Fighter」是一首充滿疾走感的應援歌曲。在歌曲錄製期間，三人改變以往控制著歌唱時音量的風格，刻意地用更有力量的聲線歌唱，這成為了此曲的一大特徵。
- 在單曲推出的時候，同時Perfume亦完成了一直以來的夢想——日本武道館公演。歌曲中歌詞可說是與Perfume十分配合，同樣是傳遞著為夢想奮鬥的正面信息。
- B面曲，是一首十分配合冬季氣氛，與「Dream Fighter」做成強烈對比的慢版歌曲。在其後推出的專輯「⊿」，收錄了這首歌的混音版本（Album-mix）。
- 封面圖片的設計，由アミタマリ負責，並以「堅強的女性」這個主題為設計概念。PV方面，則由關和亮負責，他希望能製作一個像是「コンピューターシティ」（Perfume在2006推出的單曲）的現代版本的PV。舞蹈由MIKIKO老師設計。這首歌同時獲得了2009年「MVA BEST CHOREOGRAPHY VIDEO（舞蹈動作，跳舞方面最出色作品）」獎項。
- 單曲曾登上ORICON公信榜單曲週榜第二名。[1]

## 收錄歌曲

### CD
| 曲序     | 曲目                                  | 时长  |
| -------- | ------------------------------------- | ----- |
| 1.       | Dream Fighter                         | 4:54  |
| 2.       |                                       | 4:48  |
| 3.       | Dream Fighter -original instrumental- | 4:56  |
| 4.       | -original instrumental-               | 4:48  |
| 总时长： | 总时长：                              | 19:26 |

### DVD（初回限定盘）
1. 'Dream Fighter' video clip

## 外部連結
- YouTube上的Official Music Video：Perfume 「Dream Fighter」